# Anaphes calendrae
Anaphes calendrae är en stekelart som först beskrevs av Charles Joseph Gahan 1927.  Anaphes calendrae ingår i släktet Anaphes och familjen dvärgsteklar. Inga underarter finns listade i Catalogue of Life.